# マイメロディ
マイメロディ（My Melody）は、日本のサンリオによるキャラクター。1975年にキャラクター開発。主人公のメロディ（Melody）は、ウサギをモチーフに赤ずきん風に擬人化。通称は「マイメロ」。
日本ではハローキティと肩を並べるサンリオの人気キャラクターである。ハローキティのシンボリック性の高さに対し、赤ずきんをベースにしているマイメロディはリトルツインスターズと並び、サンリオキャラクターとして数少ない物語性のあるキャラクターである。また、日本国外でもグッズ展開が行われている。

## 来歴
1975年にキャラクター開発。第1号グッズの販売は同年末。
当初はハローキティと同様、女子児童向けキャラクターであったが、現在では幅広い世代に人気があり、大人向けのグッズも多数販売されている。
最初期は「赤ずきん」の登場人物（赤ずきん、おばあさん）を動物に置き換えたキャラクターと位置付けられており、「Little Red Riding Hood（赤ずきんちゃん）」と呼ばれていた。1976年に「マイメロディ」と命名され、以後はキャラクター設定において「赤ずきん」との直接な繋がりはあまり無くなり、その分「友達」の動物たちが登場するようになった。なお2000年には「赤ずきんちゃん」時代のグッズの復刻版が発売された。
初期のマイメロディグッズは被っている頭巾が赤いものしかなかったが、1977年にピンクの頭巾を被ったグッズが発売された。その後長らくピンクのものが主流となっていた。
1980年代後半には、洋服を着たマイメロディのグッズが発売された。
マイメロディの人気が低迷していた1980年代後半頃には、誕生当時から継続して発売されていたグッズは菓子類程度しかなかった時期があったが、1996年9月の『いちご新聞』の読者投票企画「サンリオキャラクター大賞」でマイメロディが上位に登場したのを機に、1997年3月に本格的な商品展開を再開。このとき発売されたグッズは赤い頭巾のものであった（ピンクを使用しなかったのは当時人気のハローキティグッズにピンクを基調としたものが多かったためとされている）。1999年にはピンクの頭巾のグッズも発売再開。2000年以後は、赤・ピンク以外にも様々な色の頭巾を被ったグッズが販売されている。
1997年頃から、ハローキティと共に10歳代の女子を中心にブームとなった（ただし、「サンリオキャラクター大賞」で1位を獲得したのは、2010年～2011年と、2014年の3回に留まっている。このうち、2010年は、1998年から続いてきたハローキティの連続1位獲得を12年で止めたものである）。
マイメロディのキャラクターグッズは多くの場合赤やピンクを基調としているが、2001年、青を基調とした「マイメロディ ブルー」が発売された。クロミのキャラクターグッズは多くの場合黒を基調としている。
2004年、サンリオピューロランドの「夜を楽しまナイト!」限定ユニットとして、ウサハナ、マロンクリームと共にウサギユニット「バーニーズ」（Barnies）を結成。松田聖子のカバー曲『赤いスイートピー』をリリースした。マイメロディ名義では他にも『夢見るシャンソン人形』や『オトメロディ』など多くの歌をレコーディングしている。
2010年9月15日、サンリオ創業50周年を記念して商品シリーズ「ゴールデンメモリーズ」を発売し、マイメロディのほか、「ハローキティ」や「パティ&ジミー」や「リトルツインスターズ」の1970年代-1980年代前半のデザインを使用して新規に企画した商品、もしくは当時の商品を模した商品を発売した。マイメロディからは26アイテムが発売された。
生誕40周年を記念して2016年に、バンダイから超合金が、タカラトミーからキュートランスフォーマーのシリーズとしてそれぞれリリースされた。
2019年4月7日より、デジタルラジオ放送TS ONEにて「マイメロディのマイメロセラピー」(後述)のパーソナリティを担当。

## 日本以外での人気
- 1981年にイタリアで、マイメロディのキャラクターグッズがサンリオ商品の売り上げTOP3を独占した。1位：クリアカップ、2位：歯磨きセット、3位：ぬいぐるみ[11]。
- 1983年、アメリカ・サンフランシスコでメロディとフラットがセットになったステッカーが人気を集めた[11]。

## プロフィール
※設定は変更されることがある。
テレビアニメ『おねがいマイメロディ』シリーズにおけるマイメロディについては、マイメロディ (おねがいマイメロディ)も参照。

### メロディ
- 本名：メロディ[18]〔Melody[19]〕
- 誕生日：1月18日[20]（うさぎ座[21][22]）
- 生誕地：マリーランド[注釈 1]にある森
- 性別：女の子
- 血液型：Ｏ型[24][25]
- 体重：ひ・み・つ
- 住所：マリーランドのウサギのいる丘
- 身長：森の赤くて白い水玉のきのこと同じ位[20]
- 好物：アーモンドパウンドケーキ
- 趣味：ママと一緒にクッキーを焼くこと[20]
- 特技：楽器をひくこと[22]
- 得意科目：音楽[26]
- 好きな色：ローズピンク[26]
- 好きな言葉：ありがとう[27]
- 宝物：おばあちゃんが作ってくれた可愛い頭巾[27]
- 口癖：メロメロ♪[26]
- 尊敬している人：おとうさんとおかあさん[26]
- 将来の夢：お菓子屋さん[27]
- 家族構成：祖父母、両親、弟（リズム〔Rhythm〕）、はとこ（リトルフォレストフェロォ）
  - 弟のリズムは1983年設定追加。リズムという名前は『いちご新聞』の読者公募で決定[28]。
- 声優：佐久間レイ
- デザイナー：
  - 初代デザイナーは松本よう子。
  - 2015年現在のデザイナーは小林久美子[1]（7代目、1996年〜）。

### 家族
- おとうさん

いつもやさしくメロディとリズムくんをかわいがってくれる包容カのあるおとうさん。
ぶどうやいちごを育てている。
- おかあさん

手芸が大好きでおうちのカーテンやテーブルクロスは、すべておかあさんの手作り。
おとうさんが育てたぶどうやいちごでジャムやケーキを作るのが上手。
- リズムくん〔Rhythm〕

ちょっぴりやんちゃでかわいい弟。お姉ちゃんっこで、メロディと一緒に遊ぶのが大好き。
- おじいちゃん

冒険が大好きで、若いころはいろいろな国を旅したことも。とても寛大な心の持ち主。
- おばあちゃん

おとうさんやおかあさんの知らないことも教えてくれるとっても物知りなおばあちゃん。
昔話や童話を聞かせてくれることも。

### 友達
- フラットくん〔Flat〕：ネズミの少年（1976年設定追加）
  - 性格は素直でやさしいけれど、ちょっぴりはにかみやで控えめ[26]。趣味はバイオリンを弾くことで、特技は速く走ること。好物はアイスクリーム[26]。メロディと一緒にきのこを探しに行ったり野原で遊ぶのが好き[26]。マリーランドの森生まれで誕生日は12月2日[31]。メロディの一番の親友[29]。
- りすくん（1976年設定追加）誕生日：3月9日 [32][33]

森のことはなんでも知っている。ちょっぴりはにかみやさん。もこもこの前髪と大きなしっぽがチャームポイント。好物はどんぐりで好きな遊びはぶらんこ。特技はみんなでピクニックに行くときに案内役になること。フラットくんと仲良し。
- ピアノちゃん〔Piano〕（ひつじさん）：ヒツジの少女[35]
  - 性格はやさしくて甘えんぼ。好きな食べ物はメレンゲクッキーで、メロディと野原でお花を摘んだり、おしゃべりをすることが好き。好きな色はベビーピンク[26]。特技はお花のかんむりや首飾りをつくること。趣味はピアノを弾くこと[27]。将来の夢はお医者さんかナースになること[22]。誕生日は7月6日[35]のこひつじ座[22]。
  - 1980年にマイメロディの友達としてデビュー[36][37]。元々は名前が無く、単に「ひつじさん」と呼ばれていた。『いちご新聞』創刊30周年企画の一つとして2005年に名前を募集し、同紙2005年8月号で発表された。
  - 2008年、ピアノの独立したキャラクターグッズ「マイスウィートピアノ」を発売開始した。
- くまくん

力持ちで食いしんぼ。いつでも、みんなを励ましてくれるおおらかな心の持ち主。
- きつねくん

おもしろい遊びを考えるのが得意。でも、おっちょこちょいで、ときどき失敗をすることも。
- あらいぐまくん

細かいところまでよく気がまわる。とっても、キレイ好き。
- ぞうさん

水浴びをするのが大好き。みんなのお兄さん的存在。
- カンガルーくん

おしゃべりが大好きで、いつでも話題が豊富。
- はりねずみくん

のんびりしていて遊びがあまり上手ではないけど、いつも一生懸命。好物はマロンタルト。好きな遊びはかくれんぼ。特技はみんなの心をいやすこと。 誕生日：10月1日
- もぐらくん

控えめな性格だけど、本当はとってもがんばりや。
- ふくろうのおじさん

マリーランドのことならなんでも知ってる物知りおじさん。
- とりさん

とても心やさしい。
チャームポイントは澄んだ声。好物はさくらんぼ。特技は歌。みんなが悲しいときは歌声でなぐさめ、うれしいときには一緒に喜んであげる。 誕生日：4月21日
- ちょうちょさん

お花畑への案内役。お花の名前もたくさん知っている。
- アヒルの親子

楽しそうに水浴びしたり、いつも明るくにぎやか。水遊びが大好きな仲良し家族。

### クロミとバク
クロミ（Kuromi）、バク（Baku）はテレビアニメ『おねがいマイメロディ』シリーズに登場する、自称メロディのライバルである。
2005年にキャラクター開発。アニメから独立したキャラクターとしてキャラクターグッズが発売され人気を集めているほか、サンリオピューロランドにも登場するなど、幅広い展開が行われている。メイド喫茶とのコラボレーションにより、サンリオのキャラクターとして初めて、秋葉原でのイベント展開も行われている。
2006年6月にはテレビアニメに登場するクロミをリーダーとするレディース「クロミーズ5」（Kuromi's 5）のマスコットホルダーの発売を開始した。クロミーズ5は、ネコのニャンミ（Nyanmi）、イヌのワンミ（Wanmi）、ネズミのチュウミ（Chūmi。「チューミ」とも）、キツネのコンミ（Konmi）とクロミの5人組で構成されている。

## イメージキャラクター
- 1980年頃[40]から1986年まで、太陽神戸銀行（太陽神戸三井銀行→さくら銀行→現：三井住友銀行）のイメージキャラクターとしてマイメロディが採用され[41][注釈 2]、貯金箱やシールを配布した[40]ほか、キャラクター通帳として使用されていた[42]。1986年4月に同じサンリオの「ザ・ボードビル・デュオ」（エディ&エミィ）に交代した[41][42]。
- 1998年9月12日-2001年8月29日の間、国際興業がマイメロディをペイントしたバスを運行（いすゞKC-LR333J、2063・2065・2076の3台）。運行開始と同時にマイメロディがプリントされたプリペイドカードを発売し、1か月で2万枚を売り上げた。1999年5月からはトミカにおいて、このバスが№93「マイメロディ路線バス」として販売され[注釈 3]、2002年には京商から模型化もされた。模型については、国際興業のホームページより通信販売が行われていたが[43]、現在はトミカ・京商 ともに販売は終了している。
- 2006年7月、セントラルファイナンスのイメージキャラクターとしてマイメロディとクロミが起用された。
- 2013年1月 - 大分銀行 のイメージキャラクターとして、シンボルマークの色に合わせた赤い頭巾のマイメロディが起用されることとなった[44]。銀行のイメージキャラクターへの起用は、1980年の太陽神戸銀行に次いで、2例目となる。
- 2022年8月 - 千葉興業銀行のイメージキャラクターとして、既に採用している前項の大分銀行との差別化を兼ねたピンク頭巾のマイメロディがクロミおよびオリジナルキャラクター「ちばコーギー」と共に起用されることとなった[45][46]。

## サンリオキャラクター大賞の順位
『いちご新聞』の読者投票企画「サンリオキャラクター大賞」では第21回（2006年）および第25回（2010年）の1位が歴代最高である。マイメロディのサンリオキャラクター大賞及びキャラクター大賞いちご新聞ランキングの順位は以下の順位表の通り。2012年以降の括弧内は、総合ランキング（サンリオキャラクター大賞）とは別に、いちご新聞に届いた票だけの順位（キャラクター大賞いちご新聞ランキング）である。 
「マイメロディ」はサンリオキャラクター大賞の前身である「サンリオキャラクター人気コンテスト」の第1回（1975年）から「赤ずきんちゃん」としてノミネートしている。ちなみに第1回のノミネートは外部版権（オラーシオなど）を含めた10キャラクターで、その結果は「赤ずきんちゃん」は6位であった。因みにトップ3はスヌーピー（1位）、パティ&ジミー（2位）、ハローキティ（3位）であった。1998年（第13回）から2002年（第17回）まで5年連続で2位を達成するものの、ハローキティが分厚い壁となりなかなか1位になれなかったが、2010年（第25回）悲願の1位を獲得した。
2013年サンリオキャラクター大賞2位。2013年サンリオキャラクター大賞の特別企画である「これやります宣言」で、「1位になったら東北にお花を植えに行きます」と宣言していたが、中間発表で1位を獲得するも、最終結果でハローキティに逆転され、惜しくも実現とはならなかった。単独で初ノミネートの「マイスウィートピアノ」も「80位以下なら毛刈りされちゃう」と発言していたが、中間発表で15位、最終結果が16位となかなかの好成績であったため、毛を刈られずに済んだ。
2014年では、全100種のキャラクターをA〜Eグループの5グループに分けて1stステージ（予選）が行われ、各グループの上位4種、全20種のキャラクターからファイナルステージ（決戦）が行われ順位が決定されたため、21位以下が存在しない。マイメロディはAグループ、マイ スウィートピアノはDグループ（ともに1stステージ1位通過）にノミネートしていた。また、マイメロディは総合順位は1位だが、ネット投票のみを集計した結果は4位であった。また、「マイスウィートピアノ」がマイメロディに大きく貢献した理由から「助演キャラクター賞」を受賞した。
2015年は総合順位は5位だが、コラボ部門ではゴーちゃん。とコラボしたマイメロディが1位を獲得したほか、ぷらクマくんとコラボしたマイメロディが5位、東日本放送 ぐりりとコラボしたマイメロディが6位を獲得した。また、今回新設された「キャラクターパフ部門」では得票数2,410票を集め2位を獲得した。
2016年では、サンリオショップからの得票数が最も多かったキャラクターがマイメロディであったため「いちご新聞サンリオショップアワード」を受賞した 。また、キャラクターをなでると1票が入る「なでる投票」が実施され、スマートフォン上に表示されたキャラクターを指でなでる「なでる投票」では、「マイメロディ」はなでられた時間が2151時間40分30秒で5位にランクインした。
2019年は総合順位は4位だが、中国では2位を獲得した。また、コラボ部門ではココシエルちゃんとコラボしたマイメロディが5位を獲得したほか、スージー・ズーとコラボしたマイメロディがエントリーした。
また、いちご新聞ランキングが昨年は6位、今年は7位と順位が低下傾向で電話取材したところ、マイメロディ曰く、ラジオのパーソナリティやカフェ、看護師など仕事で大忙しだったとのこと。
2020年は、新型コロナウイルス感染症によるサンリオショップの臨時休業が相次ぎ、サンリオショップ店頭からの投票企画（チップde投票）の実行が困難となった。そのため、サンリオキャラクター大賞終了後の6月12日から30日にかけて、スピンアウト企画の 「チップde投票リターンズ」がサンリオショップ各店舗で開催された。なお、サンリオショップのひとつであるハーモニーランドにおける結果は「マイメロディ」は3位であった。
2021年は総合順位は4位だが、ブラジルでは3位を獲得した。
またハーモニーランドでの「チップde投票」では1位を獲得した。
2022年の総合順位は5位。一方でクロミは3位を獲得しており、2006年以来初めて順位が逆転する結果となった。
歴代順位表
| 年     | 順位       | 年     | 順位 | 年     | 順位 | 年     | 順位   | 年     | 順位   |
| ------ | ---------- | ------ | ---- | ------ | ---- | ------ | ------ | ------ | ------ |
|        |            | 1991年 |      | 2001年 | 2    | 2011年 | 1      | 2021年 | 4(4)   |
|        |            | 1992年 |      | 2002年 | 2    | 2012年 | 2（3） | 2022年 | ５(3） |
|        |            | 1993年 |      | 2003年 | 4    | 2013年 | 2（2） | 2023年 | 6      |
|        |            | 1994年 |      | 2004年 | 4    | 2014年 | 1（2） | 2024年 | 6      |
|        |            | 1995年 |      | 2005年 | 5    | 2015年 | 5（1） |        |        |
| 1986年 | [ 注釈 6 ] | 1996年 | 13   | 2006年 | 4    | 2016年 | 3（2） |        |        |
| 1987年 |            | 1997年 | 5    | 2007年 | 3    | 2017年 | 3（5） |        |        |
| 1988年 |            | 1998年 | 2    | 2008年 | 2    | 2018年 | 5（6） |        |        |
| 1989年 |            | 1999年 | 2    | 2009年 | 3    | 2019年 | 4（7） |        |        |
| 1990年 |            | 2000年 | 2    | 2010年 | 1    | 2020年 | 4（2） |        |        |

### サブキャラコンテスト
2016年よりいちご新聞オリジナル企画で「サブキャラコンテスト」が開催されている。
第1回（2016年）の「サブキャラコンテスト」では「フラットくん」が2位、「めろぉ」が10位、「りすちゃん」が19位にランキングされた。第2回（2017年）の「サブキャラコンテスト」では「リズムくん」が9位、「ぞうさん」が14位にランキングされた。第3回（2018年）は「りすくん」が19位、「くまくん」が20位にランキングされた。第4回（2019年）は2016年〜2018年までの上位20キャラクター同士の決戦コンテストで、「リズムくん」が12位、「フラットくん」が23位、「ぞうさん」が33位、「くまくん」が54位、「りすちゃん」が56位、「りすくん」は最下位（60位）であった。仕切り直しとなる第5回（2020年）は「リズムくん」が2位、「ゾウさん」が22位にランクインされた。第6回（2021年）は「リズムくん」が8位、「フラットくん」が16位、「ぞうさん」が27位にランクインされた。第7回（2022年）は「リズムくん」が9位、「りすくん」が20位にランクインされた。

## アニメ化作品

### アニメーション映画『マイメロディの赤ずきん』
1989年、『マイメロディの赤ずきん』としてアニメーション映画化された。1989年7月22日〜9月1日、全国東宝洋画系58館で公開。上映時間27分。
「サンリオアニメフェスティバル」で『ハローキティのシンデレラ』、『キキとララの青い鳥』と同時上映。マイメロディがグリム童話における赤ずきんの主人公となって演じている。
キャスト
- 赤ずきん（マイメロディ）：佐久間レイ[88]
- 狼：中尾隆聖
- 猟師：滝口順平
- おばあさん：小粥よう子
- ナレーション：佐久間なつみ

スタッフ
- 製作総指揮：辻信太郎[88]
- 総監督：波多正美
- 監督：窪秀巳
- 脚本：高屋敷英夫
- 作画監督：松山まや
- 美術：阿部行夫
- 音楽：北山良
- 製作：サンリオ映画

### テレビアニメシリーズ『おねがいマイメロディ』
2005年4月3日からテレビ東京系列で放送（制作はその後の作品を含めてテレビ大阪）。本作が放送開始された2005年は、マイメロディの誕生から30周年を迎える節目の年となる。詳細は『おねがいマイメロディ』を参照のこと。
格闘家の北岡悟が本作にちなんだ技を披露するなど、その人気は広範囲に広まり、その好評ぶりから続編も制作された。続編として『おねがいマイメロディ 〜くるくるシャッフル!〜』『おねがいマイメロディ すっきり♪』『おねがい♪マイメロディ きららっ★』が、テレビ東京系列で2009年3月29日まで放送された。
2012年2月7日、『おねがいマイメロディ 友&愛』のタイトルで『映画ジュエルペット スウィーツダンスプリンセス』の同時上映作品として映画化されることが決定し、同年8月11日に公開。

### Netflixシリーズ『My Melody & Kuromi』
2025年7月24日からNetflixにて独占配信開始。ストップモーションアニメ作家として知られる見里朝希が監督を手掛ける。

### その他のアニメ
その他にも、1994年発表のOVA作品「マイメロディのオオカミさんにきをつけて」（リトルツインスターズの「キキとララのパパとママにあいたい」とのカップリング:ISBN 4-387-93232-5 ）がある。友達のバースデーパーティーにケーキを届けるメロディーを、オオカミがあの手この手でケーキを横取りしようとする約10分のアクションコメディーアニメである。
キャスト
- マイメロディ：佐久間レイ
- オオカミ：中尾隆聖
- 猟師：滝口順平
- お母さん：梨羽由記子
- ビート：桜井敏治

スタッフ
- 製作総監督：辻信太郎
- チーフプロデューサー：吉川隆治
- プロデューサー：平松義行・波多野恒正
- 脚本：静谷伊佐夫
- 監督：赤堀幹治
- 製作・著作：サンリオ

## テレビ番組
アメリカ版
1987年9月19日から12月12日までアメリカのCBS系列局で放映されたアニメーション番組『Hello Kitty's Furry Tale Theater』（邦題は、『サンリオ・アニメ世界名作劇場』）でハローキティやタキシードサムとともにレギュラーとして出演した。全13回・26話。全米の3大テレビネットワークで日本のキャラクターが初めてテレビ番組化された。マイメロディの声はマイロン・ベネットが担当した。
日本版
- 2017年4月2日から2020年3月29日までBSフジで放送されたサンリオキャラクターの子供番組『サンリオキャラクターズ ポンポンジャンプ!』でハローキティやぼんぼんりぼんとともにレギュラーとして出演した[96]。

## マイメロディとひみつの小部屋
2019年4月7日より、TS ONEにて「マイメロディのマイメロセラピー」の名前で放送された。
メロディがDJを担当し、ストレス社会に生きる女性たちの心に寄り添い、心の安定をもたらす「マイメロセラピー」を届ける番組。
マリーランドの中の「おんがくの森」から、お友だち（リスナー）から届く悩み相談にメロディからの言葉と音楽を贈る構成となっている。
同局でサンリオキャラクターがパーソナリティを担当する番組は、『めろぉのフレンズソング』に続き2番組目となる。本番組の第1回放送日である4月7日には、同日放送のめろぉのフレンズ内でメロディからのボイスメッセージによる告知が放送された。。
TS ONEの閉局に伴い2019年9月29日（リピート放送は9月30日）をもって同局での放送を終了。10月1日からはTOKYO FMに移動し、『ホメラニアン』内の1コーナーとして放送開始。2020年3月30日からは19:48からの放送枠に移動。
2020年10月2日からはFM大阪でも毎週金曜日20:55からの5分枠で、TOKYO FMで放送する内容とは別内容で放送開始。
2022年1月17日には番組内で紹介された相談をまとめた書籍が発売された。
2022年6月末の放送をもってTOKYO FM、FM大阪ともに終了した。
2022年10月より「マイメロディとひみつの小部屋」に改名してTOKYO FM『Roomie Roomie!』内にて放送開始。

### 放送時間
- TOKYO FM（2022年10月 - ）
  - 毎週水曜日　20:20頃 - 20:25頃（『Roomie Roomie!』内）（2022年10月5日 - ）

#### 過去の放送時間
- TS ONE（2019年4月 - 2019年9月）
  - 本放送
    - 日曜日 16:30 - 17:00

  - リピート放送
    - 月曜日 23:00 - 23:30、火曜日 17:00 - 17:30、水曜日 12:00 - 12:30、木曜日 20:30 - 20:30、金曜日 17:00 - 17:30
- TOKYO FM（2019年10月1日 - 2022年6月30日）
  - 毎週月曜日 - 木曜日 21:07頃 - 21:12頃（『ホメラニアン』内）（2019年10月1日 - 12月31日）
  - 毎週月曜日 - 木曜日 21:07頃 - 21:12頃（『ねるまえのまえ』内）（2020年1月6日 - 3月26日）
  - 毎週月曜日 - 木曜日 19:48 - 19:52（2020年3月30日 - 2022年6月30日）
- FM大阪（2020年10月2日 - 2022年6月24日）
  - 毎週金曜日 20:55 - 21:00

両局バージョンともマイメロディ出演部分のみ、AuDeeアプリ(放送終了後)及び番組YouTubeチャンネル（毎週金曜日更新）にて配信される。

## 出版物
2013年3月8日にはテレビアニメ『おねがいマイメロディ』シリーズ（第三弾まで）の3年後の設定で、テレビアニメのシリーズ構成を担当した山田隆司によるノベライズ作品『おねがいマイメロディ はいすく〜る』が、2014年4月12日には『おねがいマイメロディ ふぉ〜えば〜』が発売された（両作品ともイラストは宮川知子が担当、PHP研究所・スマッシュ文庫）。その他の小説作品としては、2014年3月15日に『マイメロディ マリーランドの不思議な旅』（作：はせがわみやび、絵：ぴよな、角川つばさ文庫）が発売された。
2014年12月5日に哲学本『論語』を題材にした書物『マイメロディの『論語』 心豊かに生きるための言葉』（朝日新聞出版）が発売された。
- マイメロディのめいろあそび（作：甲谷勝、川上政男、サンリオ）ISBN  978-4387800224
- マイメロディのマイめいろ （作：甲谷勝、サンリオ）ISBN   978-4387810346
- マイメロディのめいろの国（作：甲谷勝、サンリオ）ISBN  978-4387810735
- マイメロディのあかずきん （作：岡信子、イラスト：サンリオアニメスタッフ、サンリオ）ISBN  978-4387881810
- マイメロディとやさしいピアノアルバム 1〜バイエル併用〜（編：石川良子、 東京音楽書院 ）ISBN  978-4811437361
- マイメロディのぬりえランド（サンリオ）ISBN  978-4387980568
- マイメロディぬりえワールド（サンリオ）ISBN  978-4387000617
- マイメロディのなぞなぞ (サンリオギフトブック、サンリオ) ISBN  978-4387010418
- マイメロディのきせついろいろまちがいさがし (サンリオギフトブック、サンリオ) ISBN  978-4387020349
- マイメロディのランランめいろ (サンリオギフトブック、サンリオ) ISBN  978-4387020325
- マイメロディ シールえほん(サンリオ)  ISBN  978-4387030683
- マイメロディとあそぼう!シールえほん にじのしまのだいぼうけん(おともだちニューシールブック、講談社）
- マイメロディ ぬりえおうこく(サンリオ)  ISBN  978-4387050056
- マイメロディのかんたんたのしい みぢかなものでつくってあそぼう! (サンリオギフトブック、編：竹井史郎、サンリオ) ISBN  978-4387060109
- マイメロディ&クロミのまちがいさがし (サンリオギフトブック、サンリオ) ISBN  978-4387060543
- マイメロディのぬりえキラキラ　(サンリオ) ISBN  978-4387051718
- マイメロディのたのしいあやとり (サンリオギフトブック、著：野口廣、サンリオ) ISBN  978-4387070658
- マイメロディのドキドキシールあそび (サンリオギフトブック、サンリオ) ISBN  978-4387110088
- マイメロ×HbGスペシャルコラボポーチつき！　Love Love マイメロディ(主婦の友社) ISBN  978-4072784518
- マイメロディ×HbGめちゃカワコラボバッグつき！Happy Birthday！ マイメロディ (主婦の友社) ISBN  978-4072815427
- マイメロディと楽しむ　友チョコ＆ラッピング(角川マガジンズ) ISBN  978-4047311251
- マイメロディのはってはがせるシールえほん おいしいスイーツ(サンリオ) ISBN  978-4387120063
- Lovely Happy・My Melody〜おしゃれでキュートなマイメロディファッションBOO〜(学研プラス) ISBN  978-4056069181
- おねがいマイメロディ はいすく〜る（作：山田隆司、イラスト：宮川知子、PHP研究所・スマッシュ文庫）ISBN  978-4569679693
- マイメロディのはってはがせるシールえほん ステキなまいにち(サンリオ) ISBN  978-4387130475
- マイメロディのシール付きぬりえフラワー(サンリオ) ISBN  978-4387130222
- わがまま歩き旅行会話 マイメロディといっしょ01 英語(編：ブルーガイド編集部、 実業之日本社/全10巻) ISBN  978-4408008509
- おねがいマイメロディ ふぉ〜えば〜（作：山田隆司、イラスト：宮川知子、PHP研究所・スマッシュ文庫）  ISBN 978-4569761626
- マイメロディ マリーランドの不思議な旅（作：はせがわみやび、絵：ぴよな、角川つばさ文庫）  ISBN 978-4046313874
- マイメロディのたのしくおかいものシールあそび (サンリオギフトブック、サンリオ) ISBN  978-4387140658
- マイメロディのシールつきぬりえ ピュア (サンリオ) ISBN  978-4387140641
- マイメロディはってはがせるシールえほん なかよくピクニック(サンリオ) ISBN  978-4387140641
- マイメロディの『論語』 心豊かに生きるための言葉』（朝日新聞出版）ISBN  978-4022647542
- マイメロディのラブリーデコパンケーキBOOK(サンリオ) ISBN  978-4387140696
- マイメロディ つぶやきダイアリー( 一迅社) ISBN  978-4758014281
- マイメロディをさがして (サンリオギフトブック、サンリオ) ISBN  978-4387150145
- 世界名作えほん マイメロディのあかずきん (サンリオギフトブック、サンリオ) ISBN  978-4387150183
- マイメロディ おいしいいちご (サンリオキャラクターえほん、文：中村誠、イラスト： 苅野タウ/ぽと、 KADOKAWA) ISBN  978-4048651547
- MY MELODY ART BOOK (パルコ)ISBN  978-4865061215
- MY MELODY DREAMY DAYS マイメロディ原画集 1975-2001(主婦と生活社) ISBN  978-4391147124
- マイメロディ おてつだいしよう (サンリオキャラクターえほん、文：中村誠、イラスト： 苅野タウ/ぽと、 KADOKAWA) ISBN  978-4048656184
- マイメロディのまちがいさがし×まちがいさがし! (サンリオチャイルドムック、サンリオ)ISBN  978-4387160663
- マイメロディのたのしくシールであそぼ!ぺったんシールぶっく (サンリオチャイルドムック、サンリオ)ISBN  978-4387170594
- キャラぱふぇブックス マイメロディ わくわくデイズ♪(作：せいらん、 KADOKAWA ) ISBN  978-4048926355
- マイメロディのスペシャルまちがいさがし (サンリオチャイルドムック、サンリオ) ISBN  978-4387171805
- マイメロディの世界 (心ときめくプレミアムスクラッチアート) (メディアパル) ISBN  978-4802192590
- マイメロディ 45th Anniversary Book with ブランケット（KADOKAWA）ISBN  978-4047360457
- マイメロディのシールブック ゆめかわ スイーツパーティー(講談社) ISBN  978-4065217443
- MY MELODY A to Z(グラフィック社) ISBN  978-4766133479
- マイメロディのマイメロセラピー(著： 「マイメロディのマイメロセラピー」番組著作・TOKYOFM、宝島社 )ISBN  978-4299025463
- マイメロディ クロミのおしゃれずかん 〜ウキウキときめく、ファッション＆コスメアイテムがいっぱい! 〜(Sanrio characters KAWAII百科)(監修：日本ファッションスタイリスト協会、 河出書房新社 )ISBN  978-4309257310
- マイメロディの えほん ことばの まほう(講談社) ISBN  978-4065342299

## マイメロディカフェ
2019年12月5日に「マイメロディカフェ」が初の常設店として大阪梅田のHEP FIVE（ヘップファイブ）にオープンした。

## 著名なファン
- カミラ・ワリエワ[101] - ロシアのフィギュアスケート選手

## その他
- 『いちご新聞』でマイメロディが初めて表紙を飾ったのは、「赤ずきんちゃん」時代の1975年9月15日号（11号）である[7][2]。なお、クロミは2006年1月号（455号）で初めて表紙を飾った（マイメロディとコンビで）[102]。
- 1976年、ポリドールより発売されたレコード『サンリオ 歌のギフトゲート』A面5曲目と6曲目にイメージソングとして「ちょっといい旅」「うさぎ耳の少女」（歌：冨永みーな）が収録されている。
- 1977年、サンリオ音楽出版より発売された小椋桂の『やっぱりおめでとう-お誕生日に-』（サンリオレコード、OKS-20001）のレコードジャケットにはサンリオキャラクターのハローキティやリトルツインスターズなどに交じってマイメロディも描かれている。
- 1984年サンリオより発売のシングルCD『サンリオキャラクター目覚ましCD ハローキティのおはよう!みんな』（V-2615 ISBN 4-387-94070-0 ）の3曲目および6曲目に「マイメロディ」のタイトルで収録、曲ではなく長さ2分5秒のドラマCDのような内容である。ひとつはマイメロディの住む森にオオカミさんがやってきて襲われる夢から目が覚めるという夢オチの内容で、もうひとつはママの焼いたケーキをマイメロディと小鳥さんが森の外に在るおばあさんの家に届けに行くという内容。声の演出は佐久間レイである。
- 1989年から1991年にかけて上映された映画サンリオアニメフェスティバル（第1〜3回）の冒頭の主題歌（杉並児童合唱団「不思議の森のパジャマパーティ」）のシーンで、キティを初めさまざまなサンリオキャラクターが登場するが、その中にアニメーションする「マイメロディ」も登場する[注釈 11]。
- エクサムが発売するキッズ向けトレーディングカードアーケードゲームであるハローキティとまほうのエプロン 〜サンリオキャラクター大集合!〜の第3弾〜レッツ!ハンバーガークッキング〜』や、第4弾『〜みんな集まれ!お料理パーティー!〜』に登場するキャラクターのひとつとして「マイメロディ」が起用された[103][104]。
- 2007年頃にマイメロディとキノコをモチーフにした「マイメロダケ」というキャラクターシリーズが商品展開された。「マイメロダケ」「コイスルダケ」「ヨルダケ」「ハレノヒダケ」「セレブダケ」「サラダダケ」というキャラクターがある[105]。